# Hehet
Hehet, gelegentlich auch Hauhet, steht in der ägyptischen Mythologie für die Unendlichkeit (des Raumes) und gehört zur Achtheit von Hermopolis. Ihr Gatte ist Heh. Während ihr Gemahl bereits in den Sargtexten des Mittleren Reiches genannt wird, lässt sich Hehet erst seit dem Neuen Reich nachweisen.
Hier taucht sie seit der 18. Dynastie im Amduat als Göttin der 12. Nachtstunde und in der 19. Dynastie im Buch von der Nacht auf. Seit der Spätzeit bilden Heh und Hehet einen festen Bestandteil der Achtheit von Hermopolis. Beide werden im Neuen Reich rein menschengestaltig dargestellt, in der Spätzeit treten auch Darstellungen hinzu, die Heh menschengestaltig mit Froschkopf und Hehet menschengestaltig mit Schlangenkopf zeigen.